# Peperomia arctibaccata
Peperomia arctibaccata är en pepparväxtart som beskrevs av William Trelease. Peperomia arctibaccata ingår i släktet peperomior, och familjen pepparväxter. Inga underarter finns listade i Catalogue of Life.